# Меморандум про незалежність Македонії (1913)
Меморандум про незалежність Македонії (фр. Mémorandum consérnant l'Indépendance de la Macédoine) — документ, опублікований французькою мовою 1 березня 1913 року чотирма колишніми членами Македонського наукового і літературного товариства: Дмитром Чуповскім, Олександром Везенково, Гаврило Костянтинович і Нейс Дімов, які наполягали на незалежності регіону Македонія.

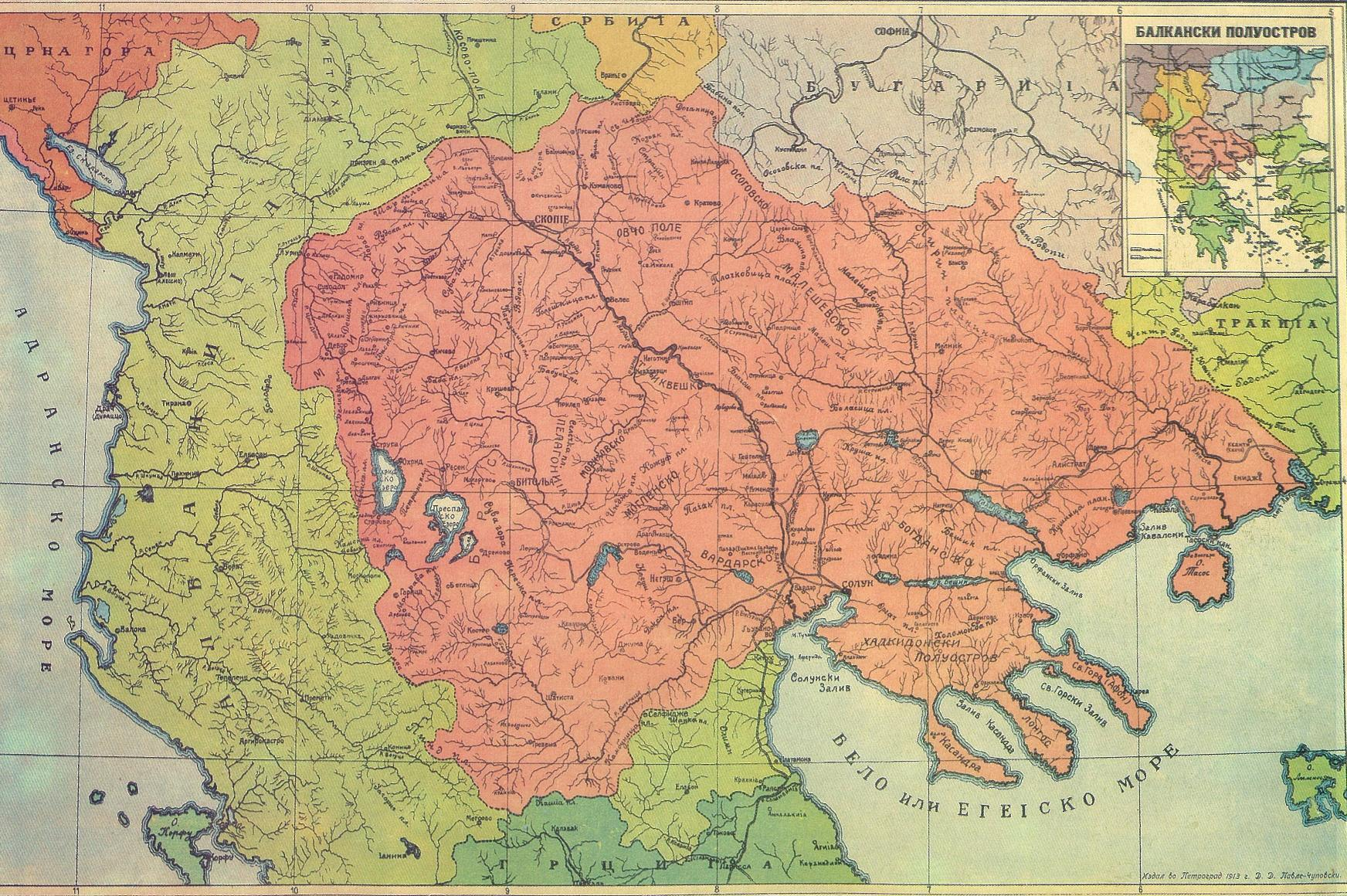
Карта Македонії із публікації в газеті «Македонський Голос», яка була випущеною македонською науково-літературною спільнотою

Назва «Македонія», зникла в період Османського панування, було відроджено в 19 столітті, його кордони значно змінилися з плином часу. Документ був адресований державному секретарю у закордонних справах Сполученого Королівства Едварду Грею, послам в лондонському палаці і міністру закордонних справ Російської Імперії. Крім того, Дмитро Чуповскій намалював політико-географічну карту Македонії «в її природних, географічних, етнічних і економічних кордонах», яка була прикладена до Меморандуму. У документі, серед іншого, йдеться:
|  | "Виконуючи свій священний обов'язок перед Батьківщиною і приймаючи девіз "Македонія для македонців", ми протестуємо і не можемо залишатися байдужими, коли союзні балканські держави, наші брати по крові і вірі готуються розірвати нашу Батьківщину, яка знаходиться на тому ж культурному рівні, що і вони, і яка за чисельністю населення більше Сербії та Греції в окремо. " |